# Nemorilla insolens
Nemorilla insolens là một loài ruồi trong họ Tachinidae.